# Satafi
Satafi (łac. Diocesis Satafensis in Mauretania Caesariensi) – stolica historycznej diecezji we Cesarstwie rzymskim w prowincji Mauretania Cezarensis, zlikwidowana w VII w. podczas ekspansji islamskiej, współcześnie w północnej Algierii. Obecnie katolickie biskupstwo tytularne. 

## Biskupi tytularni
| Lp. | Biskup                | Funkcja                                      | Od                   | Do                |
| --- | --------------------- | -------------------------------------------- | -------------------- | ----------------- |
| 1   | Giacomo Violardo      | urzędnik Kurii Rzymskiej                     | 19 lutego 1966       | 28 kwietnia 1968  |
| 2   | George Edward Lynch   | biskup pomocniczy Raleigh (USA)              | 20 października 1969 | 25 maja 2003      |
| 3   | Claudio Maniago       | biskup pomocniczy Florencji (Włochy)         | 18 lipca 2003        | 12 lipca 2014     |
| 4   | Antônio Tourinho Neto | biskup pomocniczy Olindy i Recife (Brazylia) | 12 listopada 2014    | 22 listopada 2017 |